# Kika Stowers
Afioga Faimalotoa Kika Iemaima Stowers-Ah Kau est une femme politique samoane.

## Biographie
À l'issue de sa scolarité, elle est encore adolescente lorsqu'elle est employée en 1968 par la chaîne de radio publique d'information Radio 2AP. Elle y travaille durant plus de quarante ans, en devenant à terme directrice générale,. En 2014, elle est élue députée de la première circonscription du district de Gaga'ifomauga au Fono, le parlement national, à l'occasion d'une élection partielle. Députée de la majorité parlementaire, en 2016 elle est nommée ministre des Femmes et du Développement social dans le gouvernement de Tuilaepa Sailele Malielegaoi.
En avril 2019 elle est transférée au poste du ministre de la Santé. À la fin de l'année, la responsabilité lui revient ainsi de gérer l'épidémie de rougeole qui frappe le pays. Le programme de vaccinations avait été interrompu par le gouvernement en 2018, avec pour conséquence fin 2019 une propagation mortelle de la maladie, tuant quatorze très jeunes enfants. Première ministre par intérim en l'absence provisoire du Premier ministre, Kika Stowers décrète l'état d'urgence mi-novembre et la reprise de la campagne de vaccinations, désormais à caractère obligatoire. Les écoles sont fermées et les personnes âgées de moins de 17 ans ont interdiction de se rassembler, pour freiner la propagation de l'épidémie,,. 
En 2020 et 2021 elle est la ministre de la Santé qui doit répondre à la pandémie de Covid-19. Le 20 mars 2020, le gouvernement samoan ferme les frontières du pays à tous les étrangers, pour empêcher l'entrée du virus sur le territoire. Dans le même temps, il est interdit de s'assembler à plus de cinq en public, les personnes âgées de plus de 60 ans ont ordre de rester chez elles sauf pour motif médical, les transports publics sont suspendus et les restaurants, cinémas et boîtes de nuit sont fermés. Grâce à ces mesures, le pays ne connaît que trois cas de personnes contaminées, tous venus de l'étranger et maintenus en quarantaine préventive ; le virus ne circule ainsi pas dans la communauté. Fin mars 2021, le ministère de la Santé commence une campagne de vaccinations, tout en maintenant une politique de distanciation physique obligatoire à des fins préventives.
Kika Stowers conserve son siège de députée aux élections de 2021, mais le PPDH perd les élections et elle perd donc son ministère. Valasi Tafito Selesele lui succède.